# Calamus gamblei
Calamus gamblei är en enhjärtbladig växtart som beskrevs av Odoardo Beccari. Calamus gamblei ingår i släktet Calamus och familjen Arecaceae. Inga underarter finns listade i Catalogue of Life.